# Coordonnée de la tortue
La coordonnée de la tortue est, en relativité générale, la coordonnée radiale des coordonnées de Regge-Wheeler.

## Histoire
La coordonnée de la tortue,,, est introduite en 1955 par John A. Wheeler,, et reprise en 1957 avec Tullio Regge,,.

## Notation et expression
La coordonnée est notée {\displaystyle r^{*}},.
Elle est donnée par :
{\displaystyle {\begin{aligned}r^{*}&=r+{\frac {2GM}{c^{2}}}\ln \left({\frac {c^{2}r}{2GM}}-1\right)\\&=r+R_{\mathrm {S} }\ln \left({\frac {r}{R_{\mathrm {S} }}}-1\right)\end{aligned}}},
où :
- {\displaystyle r} est la coordonnée radiale de Schwarzschild ;
- {\displaystyle G} est la constante gravitationnelle ;
- {\displaystyle c} est la vitesse de la lumière ;
- {\displaystyle M} est la masse ;
- {\displaystyle \ln } est le logarithme naturel ;
- {\displaystyle R_{\mathrm {S} }} est le rayon de Schwarzschild.

Avec {\displaystyle c=1}, elle est donnée par :
{\displaystyle r^{*}=r+{2\mu }\ln \left({\frac {r}{2\mu }}-1\right)},
où :
- {\displaystyle \mu =GM}.

En unités géométriques, elle est donnée par, :
{\displaystyle r^{*}=r+2m\ln \left({\frac {r}{2m}}-1\right)},
où :
{\displaystyle m={\frac {GM}{c^{2}}}}.